# سویتانا ازارووا
سویتانا ازارووا (اوکراینی: Світлана Азарова؛ زادهٔ ۹ ژانویهٔ ۱۹۷۶) آهنگساز اهل اتحاد جماهیر شوروی سوسیالیستی است.